# Macrotrachela concinna
Macrotrachela concinna är en hjuldjursart som först beskrevs av David Bryce 1912.  Macrotrachela concinna ingår i släktet Macrotrachela och familjen Philodinidae. Inga underarter finns listade i Catalogue of Life.